# 岩倉使節団

左から木戸孝允、山口尚芳、岩倉具視、伊藤博文、大久保利通

岩倉使節団（いわくらしせつだん、英語: Iwakura Mission）は、明治維新期の明治4年11月12日（1871年12月23日）から明治6年（1873年）9月13日まで、日本からアメリカ合衆国、ヨーロッパ諸国の米欧12ヶ国に派遣された使節団である。岩倉具視を特命全権大使とし、首脳陣や留学生を含む総勢107名で構成された。当初の目的であった不平等条約改正の交渉は果たせなかったものの、日本近代化の原点となる旅として、明治政府の国家建設に大きな影響を与えたことから、日本の歴史上でも遣唐使に比すべき意味をもつ使節とも言われる。

## 概要

### 背景
幕末明治の開国により欧米各国が交際之礼をもって日本に公使を派遣してきていることから日本からも勅使を派遣して答礼とすべきである事は明治2年（1869年）の段階で岩倉具視から提案されており、オランダ系アメリカ人のフルベッキも大隈重信に対して西洋文明の理解のため調査委員会の派遣を提案していた。
また、幕末安政5年（1858年）の五カ国条約の改定時期は明治5年の5月（1872年7月）であり、1871年、伊藤博文から「外国交際・条約・貿易規則等を調査させ、翌年の改定交渉に備える」べく特命理事官の海外への派遣が建言されていた。
このように、外国交際、海外視察、条約改正などさまざまな観点から欧米への使節派遣が提議されており、廃藩置県により国内諸改革が一区切りを迎えた明治4年（1871年）の秋には具体的な使節の派遣が検討されるようになった。

### 人選
選定の過程が学術的に全て明らかになっているわけではないが、8月20日に木戸と大久保の参加案が三条と板垣によって一旦反対されており、9月初旬から10日までの間に岩倉が大使に内定した点に異論はない。大隈自身の提案による「大隈使節団」の構想があったが条約改正外交権の奪取を狙う薩長派が策動して岩倉に変えたものと考えられており、経緯ははっきりしていない。大久保は大蔵卿として廃藩置県後の地方財政に重大な課題を抱えており、大蔵省内では井上と渋沢が財政方針を巡って対立していた。また大久保と木戸の間にも薩閥と長閥を背景とした緊張があり、彼らを一旦隔離することで内政の重要案件を棚上げにし、融和をはかるという思惑もあったようであり、12日には木戸・大久保を副使とする使節団の具体化が始まり、19日には岩倉・大久保・山口・木戸・伊藤の5人による使節団の輪郭が定まった。

### 出発
明治4年（1871年）11月12日（陰暦）に米国太平洋郵船会社の蒸気船「アメリカ」号で横浜港を出発し、太平洋を一路カリフォルニア州 サンフランシスコに向った。その後アメリカ大陸を横断しワシントンD.C.を訪問したが、アメリカには約8か月もの長期滞在となる。その後大西洋を渡り、ヨーロッパ各国を歴訪した。

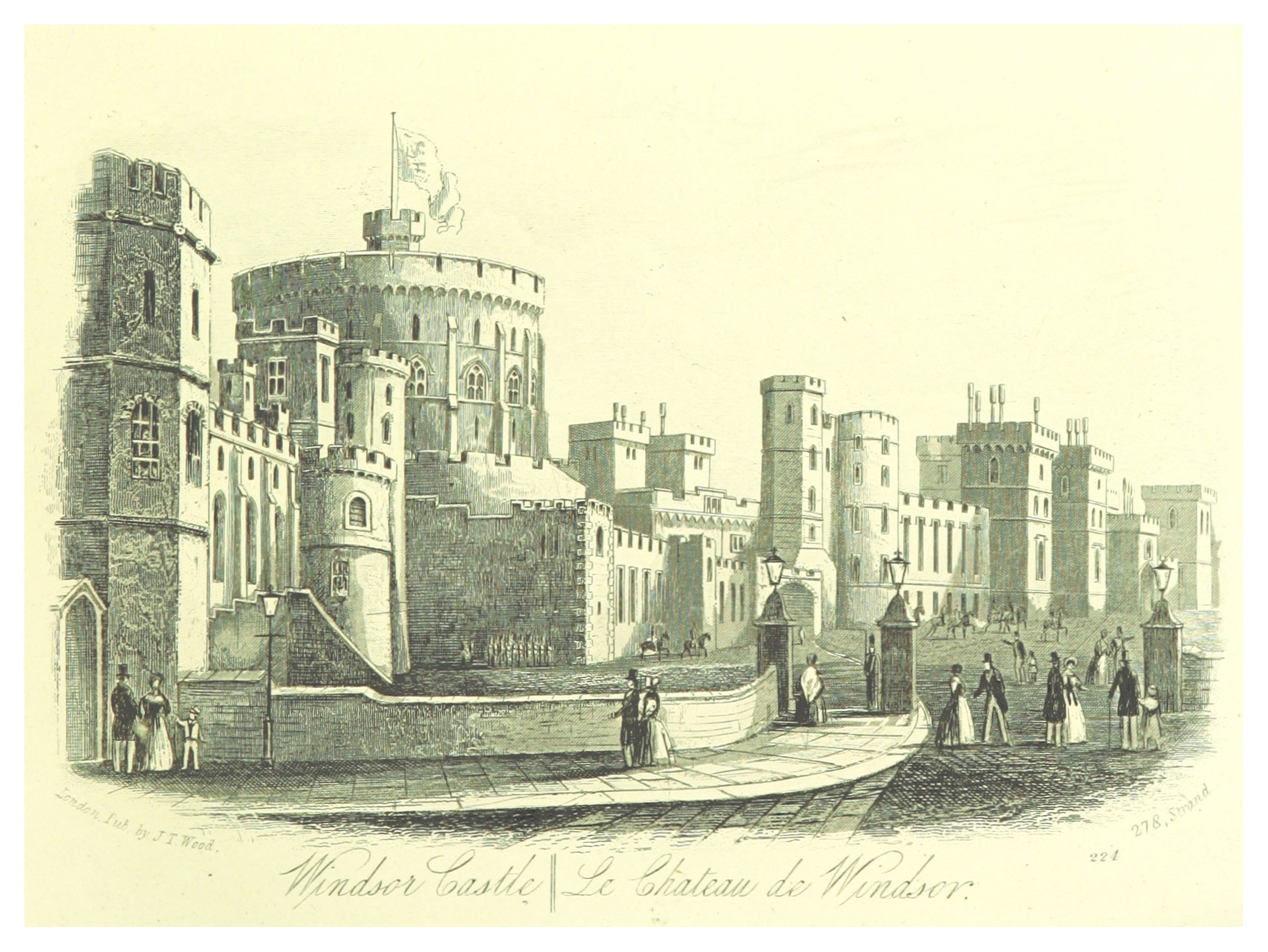
ウィンザー城 (1872年)

使節団はキュナード社の蒸気船オリムパス号に乗船して、1872年8月17日にイギリスのリヴァプールに到着した。イギリスでは日本研究者のジェイムス・サマーズが使節団を支援した。ロンドンから始まり、ブライトン、ポーツマス海軍基地、マンチェスターを経てスコットランドへ向かう。スコットランドではグラスゴー、エディンバラ、さらにはハイランド地方にまで足を延ばし、続いてイングランドに戻ってニューカッスル、ボルトン・アビー、ソルテア、ハリファクス、シェフィールド、チャッツワース・ハウス、バーミンガム、ウスター、チェスターなどを訪れて、再びロンドンに戻ってくる。1872年12月5日はウィンザー城ではヴィクトリア女王にも謁見し、世界随一の工業先進国の実状をつぶさに視察した。1873年3月15日にはドイツ宰相ビスマルク主催の官邸晩餐会に参加。
ヨーロッパでの訪問国は、イギリス（4か月）、フランス（2か月）、ベルギー、オランダ、ドイツ（3週間、独語版）、ロシア（2週間）、デンマーク、スウェーデン、イタリア、オーストリア（ウィーン万国博覧会を視察）、スイスの12か国に上る。帰途は、地中海からスエズ運河を通過し、紅海を経てアジア各地にあるヨーロッパ諸国の植民地（セイロン、シンガポール、サイゴン、香港、上海等）への訪問も行われたが、これらの滞在はヨーロッパ各国に比べ短いものとなった。

### 全権委任状
使節団は、最初の寄港地アメリカで大歓迎を受け、不平等条約の改正は意外と簡単に実現するものと楽観的に考えていた。ところがワシントンD.C.で一行と面会した国務長官ハミルトン・フィッシュは一行が全権委任状を持たないことを指摘し、この外交プロトコルについて理解している者が一人もいない日本側代表団を困惑させることになった。岩倉使節団から大久保と伊藤が急遽帰国することとなり、二人は鉄道で大陸を横断し、船に乗って日本に戻り、明治天皇から全権委任状（「国書御委任状」）を賜り、再び同じルートを東海岸まで、計4カ月をかけて往復したのである。しかしアメリカ側は日本の司法制度が前時代的であるとの理由で条約改正には応じず、岩倉使節団は結局、アメリカとの条約改正に失敗することとなった。
大久保・伊藤の帰国とアメリカとの単独交渉の情報は他の条約国に懸念を生んだ。使節団は出発前に、条約の改定は使節の帰還後まで延期すると各国政府に通知しており、英国代理公使アダムスは対米交渉の事実を知ると「他の締約諸国への侮辱となり、使節を歓迎しようとしないであろう」と外務卿副島種臣に懸念を示した。伊藤は翌日アダムスを訪問し条約調印のための全権委任であることを認めたうえでワシントンでは諸問題を討議する予定で、そしてもし英国政府が快諾するなら会議は必ずヨーロッパで行い、この構想はみな使節から出たもので、ワシントン政府の発想ではないと言明した。アダムスは任期切れとなり本国に帰還する途上、ドイツ駐日公使マックス・フォン・ブラントと共にワシントンへ赴き、岩倉や木戸らと4日間にわたり会談した。この席でフォン＝ブラントから最恵国条項の存在を指摘され岩倉は驚愕させられる。岩倉は最恵国条項について完全に無知であり、その含意する「片務的最恵国条項の存在という、きびしい外交上の現実を知らされた。」こうして使節団は対米交渉中止へと傾斜した。

### 帰国
当初の予定から大幅に遅れ、出発から1年10か月後の明治6年（1873年）9月13日に、太平洋郵船の「ゴールデンエイジ」号で横浜港に帰着した。留守政府では朝鮮出兵を巡る征韓論が高まっており、使節帰国後に明治六年政変となった。

### 総括
元々大隈重信が発案した使節団は小規模なものの予定だったが、政治的思惑などから大隈自身は留守政府を預かる一人となり、使節団自体は大規模なものとなる。政府首脳の半数近くが長期間外遊するというのは極めて異例なことだったが、直に西洋文明や思想に触れ、しかも多くの国情を比較体験する機会を得たことが彼らに与えた影響は大きかった。また同行した留学生も、帰国後に政治・経済・科学・教育・文化など様々な分野で活躍し、日本の文明開化に大きく貢献した。
しかし一方では権限を越えて条約改正交渉を行おうとしたことによる各国外交団や留守政府との摩擦、外遊期間の大幅な延長、木戸と大久保の不仲などの政治的な問題を引き起こした。さらに外遊中の1872年11月には、ボールズ兄弟商会銀行と子会社のアメリカン・ジョイント・ナショナル・エイジェンシーの破産に使節団員の一部と留学生を含む滞在日本人40人が巻き込まれる事件が発生した。一行はちょうどスコットランド巡遊からロンドンに戻ってきたときであり、公金・私金の預金総額は約2万2800ポンド、うち債権債務処理後の配当金約4300ポンドを引いた約1万8500ポンドが損害となった。使節団員の公私金目当ての預金の勧誘を行ったのはア社の社員になっていた長州人南貞助であり、彼は高杉晋作の義弟であり、国際結婚第一号として知られている。当時「女房を持つか持たぬに分散はミナミに出た錆にぞ有ける」「条約は結び損い金は捨て 世間へ大使何と岩倉（世間に対し何と言い訳）」と狂歌に歌われもした。
使節団のほとんどは断髪・洋装だったが、岩倉は髷と和服という姿で渡航した。この姿はアメリカの新聞の挿絵にも残っている。日本の文化に対して誇りを持っていたためだが、アメリカに留学していた子の岩倉具定らに「未開の国と侮りを受ける」と説得され、シカゴで断髪。以後は洋装に改めた。

## 目的
1. 条約を結んでいる各国を訪問し、元首に国書を提出する[17]
2. 江戸時代後期に諸外国と結ばれた不平等条約の改正（条約改正）のための予備交渉
3. 西洋文明の調査

使節団の主目的は友好親善、および欧米先進国の文物視察と調査であったが、各国を訪れた際に条約改正を打診する副次的使命を担っていた。明治政府は旧幕府と締約された各種条約を新政府のものとに置き換えるべく明治初年度から順次交渉を続けていたが、1872年7月1日（明治5年6月26日）をもって欧米十五カ国との修好条約が改訂の時期をむかえ、以降1ヵ年の通告を持って条約を改正しうる取り決めであったので、明治政府はこの好機を捕えて不平等条約の改正を図ったのである。だが、法制度が整っていないことやキリスト教禁教政策などを理由に不成功に終わった。

## 謁見した国家元首
- アメリカ合衆国 大統領ユリシーズ・グラント
- 大英帝国 女王ヴィクトリア
- フランス共和国 大統領アドルフ・ティエール
- ベルギー王国 国王レオポルド2世
- オランダ王国 国王ウィレム3世
- ドイツ帝国 皇帝ヴィルヘルム1世
- ロシア帝国 皇帝アレクサンドル2世
- デンマーク王国 国王クリスチャン9世
- スウェーデン王国 国王オスカル2世
- イタリア王国 国王ヴィットーリオ・エマヌエーレ2世
- オーストリア＝ハンガリー帝国 皇帝フランツ・ヨーゼフ1世
- スイス連邦 大統領ポール・セレソル（英語版）

## 派遣使節団
使節46名、随員18名、留学生43名。使節は薩長中心、書記官などは旧幕臣から選ばれた。

### 使節
特命全権大使
- 岩倉具視

副使官

- 木戸孝允（桂小五郎）
- 大久保利通
- 伊藤博文
- 山口尚芳

一等書記官
- 田辺太一
- 何礼之
- 福地源一郎
- 塩田三郎（ワシントンD.C.より参加[19]）

二等書記官
- 渡辺洪基
- 小松済治
- 林董三郎
- 長野桂次郎
- 吉原重俊（ワシントンD.C.より参加[19]）

三等書記官
- 川路寛堂
- 畠山義成（ワシントンD.C.より参加[19]）

四等書記官
- 安藤太郎
- 池田政懋

大使随行
- 安場保和
- 久米邦武
- 中山信彬
- 内海忠勝
- 野村靖
- 五辻安仲
- 由利公正

理事官
- 東久世通禧 ‐ 宮内省
- 佐佐木高行 ‐ 司法省
- 田中不二麿 ‐ 文部省
- 山田顕義 ‐ 陸軍省
- 田中光顕 ‐ 大蔵省
- 肥田為良 ‐ 工部省

理事官随行
宮内省
- 村田新八

司法省
- 岡内重俊
- 中野健明
- 平賀義質
- 長野文炳

文部省
- 長與專齋
- 中島永元
- 近藤鎮三
- 今村和郎
- 内村公平

陸軍省
- 原田一道

大蔵省
- 若山儀一
- 阿部潜 - 阿部正蔵の三男[20]
- 沖守固
- 富田命保
- 杉山一成 - 幕臣、検査大属[21]

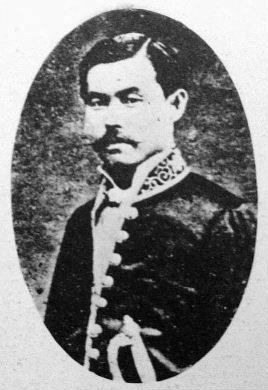
のちにジャーナリスト・文筆家として活躍し、立憲帝政党の開党にも参画した福地源一郎

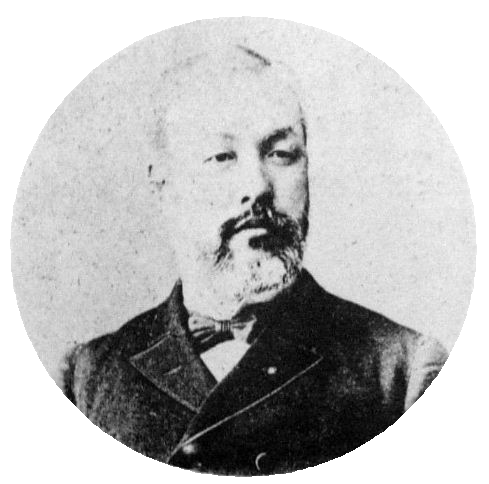
のちに外交官林董として活躍し、1902年日英同盟締結時の駐英公使となった林董三郎

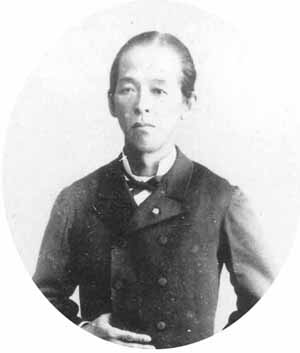
帰国後に『米欧回覧実記』を編集した久米邦武

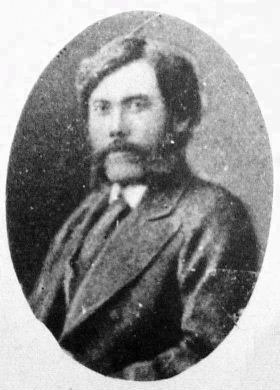
西南戦争に斃れた村田新八

- 吉雄永昌 - 大蔵理事官、のち工部省官僚[22]。

工部省
- 大島高任
- 瓜生震 - のち三菱財閥幹部[23]

## 留学生

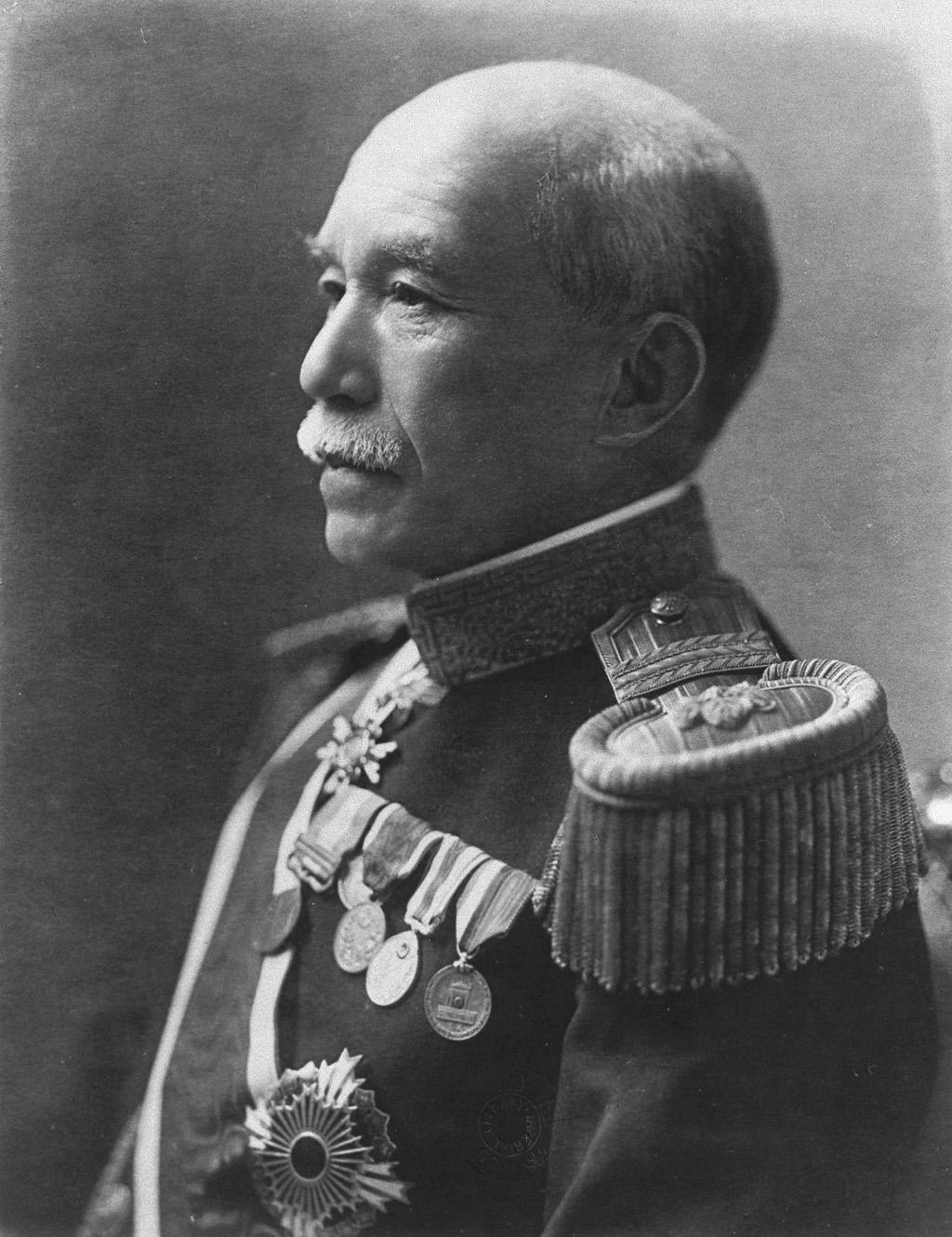
金子堅太郎。写真は晩年のもので、留学当時は18歳。

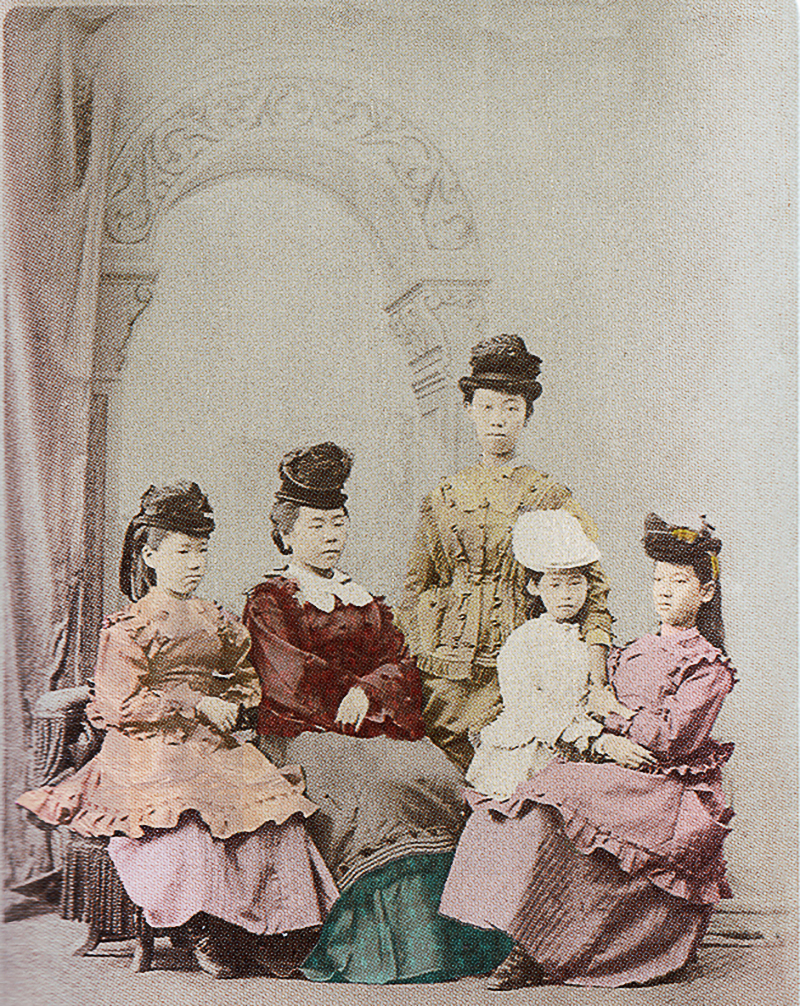
シカゴ滞在中の女子留学生5名。津田梅子（当時満6歳で最年少）を含む5名の女性も渡航した。新暦1872年2月。左から、永井繁子、上田悌子、吉益亮子、津田梅子、山川捨松。

留学生のほとんどは士族だが、清水谷公考、坊城俊章、万里小路正秀（万里小路正房八男）、武者小路実世（武者小路実篤の父）、錦小路頼言は公家出身。以下、それぞれ50音順。
イギリス留学
- 中江兆民
- 鍋島直大
- 百武兼行
- 前田利嗣
- 毛利元敏

イギリス・フランス留学
- 前田利同

アメリカ留学
- 金子堅太郎
- 日下義雄
- 木戸孝正
- 黒田長知
- 高木貞作
- 團琢磨
- 津田梅子
- 鳥居忠文
- 永井繁子
- 牧野伸顕
- 三岡丈夫
- 山川捨松
- 山脇正勝
- 吉川重吉

ドイツ留学
- 平田東助
- 武者小路実世

ロシア留学
- 清水谷公考
- 万里小路正秀

留学
- 大村純熈
- 朝永甚次郎
- 長岡治三郎
- 錦小路頼言
- 坊城俊章

### 随員

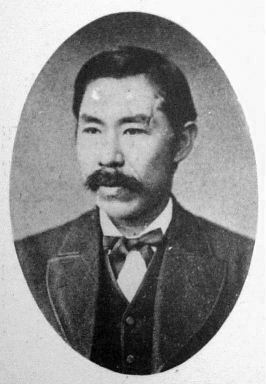
のちに同志社英学校をひらきキリスト教の伝道に生涯をささげた新島襄

随員
- 新島襄（通訳）
- 岩倉具綱
- 大久保利和
- 畠山義成（杉浦弘蔵）
- 牧野伸顕
- 山縣伊三郎
- 山口俊太郎
- 吉井幸輔
- 吉原重俊（大原令之助）

ほか。

## キリシタン禁制の高札撤去と信教の自由の保障
岩倉具視は使節団として不平等条約改正の予備交渉を進める中で、各国から浦上キリシタンへの非人道的行為（浦上四番崩れ）や当時進めていた外海と長崎湾周辺におけるキリスト教徒の大規模な捕縛などについて厳しく非難されることとなり、日本において信仰の自由を認めるよう迫られた。キリスト教徒への弾圧が条約改正の障壁になっていると判断した使節団はその旨を日本へ打電通達するが、その結果、政府は1873年（明治6年）2月24日に太政官布告第68号により高札制度を廃止する一環として、キリシタン禁制の高札を撤去することとなり、江戸時代初期以来つづけられてきたキリスト教に対する禁教政策に終止符が打たれた。
同年3月14日には、関係各県に流配されていた浦上のキリスト教徒を帰還させる命令が政府から出され、5年の流刑を経て、1,930人が浦上に帰ることが許された。その後、1889年（明治22年）に公布された大日本帝国憲法により、国によって信教の自由が保障されるに至った。

## 1873年5月5日の皇城炎上
5月5日の未明頃、皇居内の紅葉山長局から火災が発生し常御殿や小御所代、学問所などへ飛び火し、太政官、宮内省の各庁舎と類焼が及んだ。この結果多くの公文書が焼失し、岩倉使節団に関わる文書も多くが失われることになった。

## 備考
使節団のアメリカ滞在の際、明治政府が金貨を鋳造・発行するにあたり必要な資金を調達する契約をカリフォルニア州のバンク・オブ・カリフォルニアと結んでいる。
これは明治政府がアメリカの企業と結んだ最初の契約であると言われている。

なおバンク・オブ・カリフォルニアは1984年に三菱銀行により買収され、さらに1996年の東京三菱銀行誕生に伴い東京銀行傘下となっていたユニオン・バンクと合併し、MUFGユニオン・バンクとして現存している。
また明治政府とバンク・オブ・カリフォルニアの間で締結された契約書は現存しており、サンフランシスコにあるMUFGユニオン・バンクの博物館に収蔵されている。
契約書には伊藤博文および大久保利通の署名が残されている。

## 関連書籍
- 久米邦武編著『米欧回覧実記』（1878年・明治11年刊、5冊組で全100巻、博聞社）
  - ※復刻版『特命全権大使米欧回覧実記』（全5巻 宗高書房、1975年）
- 『米欧回覧実記』 田中彰校注、岩波文庫（全5巻）、初版1977-82年／岩波書店、1985年（単行判5巻組）
- 『現代語訳 特命全権大使 米欧回覧実記』 水澤周訳注、慶應義塾大学出版会、2005年（単行判5巻組）
  - 『現代語訳　特命全権大使　米欧回覧実記』 同上：選書普及判（全5巻＋別巻総索引）、2008年。企画：米欧亜回覧の会

〔専門的な編著・単著〕
- 久米美術館編 『岩倉使節団関係 久米邦武文書 3』 吉川弘文館、2001年
  - 久米美術館編 『特命全権大使　「米欧回覧実記」銅板画集』1985年
  - 久米美術館編 『銅鐫にみる文明のフォルム　「米欧回覧実記」挿絵銅版画とその時代展」資料集』2006年
- 田中彰 『岩倉使節団の歴史的研究』 岩波書店、2002年
- イアン・ニッシュ編 『欧米から見た岩倉使節団』

麻田貞雄ほか訳、ミネルヴァ書房 [MINERVA日本史ライブラリー] 、2002年
- 芳賀徹編 『岩倉使節団の比較文化史的研究』 思文閣出版、2003年
- 米欧回覧の会編 『岩倉使節団の再発見』 思文閣出版、2003年
- 米欧亜回覧の会編 『世界の中の日本の役割を考える　岩倉使節団を出発点として』

芳賀徹・松本健一・齋藤希史ほか多数、慶應義塾大学出版会、2009年
- 米欧亜回覧の会・泉三郎編 『岩倉使節団の群像　日本近代化のパイオニア』ミネルヴァ書房、2019年
- 芳賀徹『文明の庫Ⅱ　夷狄の国へ』中央公論新社、2021年。第2部に関連論考
- 田中彰・高田誠二編著 『「米欧回覧実記」の学際的研究』北海道大学図書刊行会、1993年
- 西川長夫・松宮秀治編 『「米欧回覧実記」を読む　1870年代の世界と日本』法律文化社、1995年
- 岩倉翔子編著 『岩倉使節団とイタリア』京都大学学術出版会、1997年
- 山崎渾子『岩倉使節団における宗教問題』思文閣出版、2006年

〔一般向けの書籍〕
- 大久保喬樹編訳 『現代語縮訳 特命全権大使 米欧回覧実記』（角川ソフィア文庫、2018年）
- 田中彰 『岩倉使節団 「米欧回覧実記」』（岩波現代文庫（改訂版）、2002年）。初刊は講談社現代新書、1977年
  - 『明治維新と西洋文明　岩倉使節団は何を見たか』（岩波新書、2003年）
  - 『「脱亜」の明治維新　岩倉使節団を追う旅から』（日本放送出版協会［NHKブックス］、1984年）。オンデマンド版2003年
- 宮永孝 『アメリカの岩倉使節団』（筑摩書房［ちくまライブラリー］、1992年）
  - 『白い崖の国をたずねて　岩倉使節団の旅　木戸孝允のみたイギリス』（集英社、1997年）
- 古川薫 『新・米欧回覧　歴史紀行　岩倉使節団の旅を追う』（毎日新聞社、1993年）
- 泉三郎 『誇り高き日本人　国の命運を背負った岩倉使節団の物語』 （PHP、2008年）
改題『岩倉使節団　誇り高き男たちの物語』（祥伝社黄金文庫、2012年）
  - 『堂々たる日本人　知られざる岩倉使節団』（祥伝社、1996年／祥伝社黄金文庫、2004年）
  - 『岩倉使節団という冒険』（文春新書、2004年）
  - 『写真・絵図で甦る堂々たる日本人　この国のかたちを創った岩倉使節団「米欧回覧」の旅』（祥伝社、2001年）
- 高田誠二 『維新の科学精神　「米欧回覧実記」の見た産業技術』（朝日選書、1995年）
- 高田誠二 『久米邦武　史学の眼鏡で浮世の景を』（ミネルヴァ書房〈日本評伝選〉、2007年）